# Nampungu
Nampungu ist ein Verwaltungsbezirk (Ward) des Distrikts Tunduru in der tansanischen Region Ruvuma.

## Geografie
Nampungu liegt im Süden von Tansania westlich der Distrikthauptstadt Tunduru. Entwässert wird das Gebiet vom Fluss Nampungu, der in den Muhuwesi mündet.
Der Bezirk grenzt im Norden an Namwinyu und Matemanga, im Nordosten an Ligunga, im Osten an Nandembo und Kidodoma, im Südosten an Chiwana, im Süden an Mbesa, Mbati und Marumba und im Westen an Mchomoro des Distrikts Namtumbo. Bei der Volkszählung 2022 lebten 6167 Menschen in 1528 Haushalten auf einer Fläche von 1503 Quadratkilometern.

## Gliederung
Der Bezirk besteht aus drei Gemeinden (Mtaa) mit 29 Orten (Kitongoji):
| Nampungu - Mkoma - Mashine - Nyerere - Msima - Ushirika - Msikitini - Kawawa - Mang’ande - Mnenje | Mbatamila - Azimio - Msikitini - Minazini - Kazamoyo - Changamoto - Michungwani - Mwambao - Songambele - Mageuzi - Tuleane - Shuleni - Amani | Kitalo - Mteule - Mkwate A - Mkwate B - Matola - Chipwaya - Nampungu A - Nampungu B - Mkula |

## Wirtschaft und Infrastruktur
- Bildung: Die Nampungu Secondary School ist eine staatliche weiterführende Tagesschule, die Jugendliche bis zur 4. Stufe ausbildet.[9]
- Gesundheit: In den Gemeinden Nampungu, Mbatamila und Kitalo gibt es je eine staatliche Apotheke.[10][11][12]